# Parafia Niepokalanego Poczęcia Najświętszej Maryi Panny w Łomnicy
Parafia Niepokalanego Poczęcia Najświętszej Maryi Panny w Łomnicy – parafia rzymskokatolicka w dekanacie Mysłakowice w diecezji legnickiej. Jej proboszczem jest ks. Mariusz Witczak.